# Alexandru Flenchea
Alexandru Flenchea (n. 25 noiembrie 1979, Chișinău, RSS Moldovenească, URSS) este un politician moldovean, fost viceprim-ministru pentru reintegrare în Guvernul Ion Chicu.